# This Sporting Life
 This Sporting Life és una pel·lícula britànica dirigida per Lindsay Anderson, estrenada el 1963. L'actor principal de la pel·lícula va obtenir el Premi a la interpretació masculina l'any 1963 pel seu paper (pel qual també va ser nomenat als Oscars i als BAFTA).

## Argument
Començament dels anys 1960. Frank Machin, un miner de Wakefield, petita ciutat del Yorkshire, s'enamora de la seva arrendadora. Esdevé campió de Rugbi a 13, cosa que li suposa una certa fama.

## Repartiment
- Richard Harris: Frank Machin
- Rachel Roberts: Mme Margaret Hammond
- Alan Badel: Gerald Weaver
- William Hartnell: "Dad" Johnson
- Colin Blakely: Maurice Braithwaite
- Vanda Godsell: Mme Anne Weaver
- Anne Cunningham: Judith
- Jack Watson: Len Miller
- Arthur Lowe: Charles Slomer
- Harry Markham: Wade

## Premis i nominacions

### Premis
- 1963. Premi a la interpretació masculina (Festival de Cannes) per Richard Harris
- 1964. BAFTA a la millor actriu per Rachel Roberts

### Nominacions
- 1963. Palma d'Or al Festival Internacional de Cinema de Cannes per Lindsay Anderson
- 1964. Oscar al millor actor per Richard Harris
- 1964. Oscar a la millor actriu per Rachel Roberts
- 1964. Globus d'Or a la millor actriu dramàtica per Rachel Roberts
- 1964. BAFTA a la millor pel·lícula
- 1964. BAFTA al millor actor per Richard Harris
- 1964. BAFTA al millor guió original per David Storey